# Dendronephthya waitei
Dendronephthya waitei är en korallart som beskrevs av Thomson och Mackinnon 1911. Dendronephthya waitei ingår i släktet Dendronephthya och familjen Nephtheidae. Inga underarter finns listade i Catalogue of Life.